# Schräge Musik
Schräge Musik, literalmente «música inclinada» en alemán, por la disposición de los cañones, fue la denominación que recibió un afuste diseñado para los cazas nocturnos de la Luftwaffe en la Segunda Guerra Mundial. Su principal característica era que los cañones iban apuntados hacia arriba, lo que permitía al caza aproximarse y atacar a los bombarderos británicos desde abajo, fuera del rango visual de la tripulación del bombardero. Los bombarderos británicos de ese entonces no tenían ninguna instalación defensiva en posición ventral, por lo que el Schräge Musik causó verdaderos estragos en las fuerzas del Mando de Bombardeo. Sin embargo, los bombarderos pesados estadounidenses B-17 Flying Fortress y B-24 Liberator utilizaban la torreta esférica Sperry para la defensa ventral por lo que el ‘‘Schräge Musik’’ era de poco uso contra esos aviones.

## Historia
Antes de la introducción del Schräge Musik, los cazas nocturnos eran simplemente cazas pesados equipados con un radar en el morro. Esto implicaba que el caza debía aproximarse a su blanco desde la retaguardia para entrar en posición de fuego, por lo que estaba frente a un blanco relativamente pequeño. Además, todos los bombarderos pesados de la RAF ( Royal Air Force , Real Fuerza Aérea Británica) estaban equipados con torretas traseras bien armadas para defenderse de tales ataques. El principal uso de la torreta trasera era en realidad la vigilancia: cuando un caza nocturno era avistado aproximándose, el artillero llamaba al piloto para que este ejecute una maniobra evasiva, que típicamente era exitosa en hacer desaparecer al bombardero de la pantalla de radar del caza. 
Los pilotos de caza nocturna desarrollaron una nueva táctica para esquivar las torretas. En vez de aproximarse directamente desde la retaguardia, se aproximaban desde 500 metros por debajo del avión. Entonces levantaban la proa del avión y comenzaban a disparar cuando la proa del bombardero aparecía en la mira. Mientras que su avión desaceleraba y el bombardero pasaba sobre ellos, las alas de este recibía múltiples impactos de balas de cañón o de ametralladora. Esta maniobra era efectiva, pero muy difícil de realizar ya que existía el riesgo de colisión o de que la carga de bombas del bombardero explotase, derribando también al caza nocturno debido a la poca distancia entre estos. 

## Desarrollo

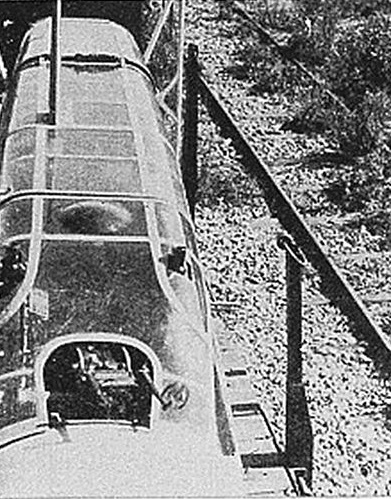
Messerschmitt Bf 110G con Schräge Musik de cañones gemelos

El Oberleutnant Rudolf Schönert decidió experimentar con armas apuntadas hacia arriba en 1941 cuando como miembro del 4/NJG2 comenzó a probar con armas disparadas hacia arriba dispuestas en la parte central del fuselaje del avión, a pesar del escepticismo de sus superiores y camaradas. La primera instalación de este tipo fue hecha a fines de 1942 en un Do 17Z-10 que también estaba equipado con un radar Lichtenstein. Aparentemente las pruebas no fueron muy exitosas por lo que la idea fue abandonada. Sin embargo, Schönert equipó su próximo avión, un Messerschmitt Bf 110, con dos cañones automáticos MG 151/20 de 20 mm instalado en la parte trasera de la cabina y los utilizó para derribar un bombardero en mayo de 1943. Poco tiempo después lo nombraron comandante de la unidad de caza nocturna II/NJG 5 y recibió tres Do 217J para seguir realizando pruebas a su sistema de armas. 
A fines de 1943, la instalación fue adoptada a gran escala y para 1944 un tercio de todos los cazas nocturnos de la Luftwaffe estaban equipados con armas que disparaban hacia arriba. La mira Revi 16N fue modificada para permitir que el reflector se situase sobre la cabeza del piloto, mientras que la mira en sí misma no estaba mucho más atrás. Un número cada vez mayor de estas instalaciones utilizaban el más poderoso cañón de 30 mm MK 108, tal como aquellos instalados en el He 219. El Schräge Musik contribuyó significativamente al éxito de la fuerza de caza nocturna del Tercer Reich entre 1943-1944; según los alemanes, el Schräge Musik derribó el 80% de los bombarderos británicos perdidos. La versión de caza nocturno del caza a reacción Me 262, el Me 262B-2, estaba diseñada para utilizar una instalación de este tipo, aunque ningún ejemplar fue construido antes del fin de la guerra. 
El Schräge Musik demostró ser más efectivo en el Ju 88G-6, que era un avión muy rápido y maniobrable. El uso del Schräge Musik (o Schrägwaffen) requería una coordinación perfecta y grandes reflejos ya que un bombardero muy dañado podía caer directamente sobre el caza nocturno que lo acababa de derribar si el caza no podía girar rápidamente. El He 219 Uhu era particularmente propenso a esto porque sus grandes alas altas lo dejaban sin posibilidad de maniobra, y el as de caza nocturna Manfred Meurer (61 victorias) perdió su vida en la noche del 21 de enero de 1944 cuando un bombardero Handley Page Halifax que acababa de derribar cayó encima de su He 219. 
En junio de 1943, un caza bimotor Mitsubishi Ki-46 Dinah, en su versión Ki-46 III-KAI, del Servicio Aéreo del Ejército Imperial Japonés fue utilizado para probar el formato del armamento del Schräge Musik, siendo equipado con un cañón Ho-203 de 37 mm y 200 proyectiles. Iba montado en la misma posición del fuselaje que los cazas de la Luftwaffe. Entró en servicio en octubre de 1944, pero no era lo suficientemente rápido ni podía alcanzar la suficiente altura como para atacar a los bombarderos B-29 Superfortress que debía combatir.
Instalaciones similares también fueron probadas en cazas diurnos, conocidas como Sondergeräte y Jägerfaust. En estos casos, el principal objetivo era equipar a los caza con un arma poderosa de un solo tiro, al contrario de las instalaciones para cazas nocturnos que los permitían operar sin ser vistos. 
Un ataque de un caza equipado con Schräge Musik por lo general tomaba por sorpresa a los tripulantes de los bombarderos, que solo se daban cuenta de la presencia del caza cuando este les disparaba.

## Instalaciones típicas
- Do 217N: 4 x MG 151/20 de 20 mm
- Fw 189: 1 x MG 151/20 de 20 mm (utilizado en el frente del este)
- He 219: 2 x MK 108 de 30 mm
- Ju 88C/G: 2 x MG151/20 de 20 mm
- Ju 388J: 2 x MK108 de 30 mm
- Messerschmitt Bf 110G-4: 2 x MG FF/M de 20 mm
- Me 262B-2: 2 x MK108 de 30 mm
- Ta 154: 2 x MK108 de 30 mm
- Ki-45: 2 x  cañones Ho-5 de 20 mm